# Jebela
De Jebala (Arabisch: جبالة, geromaniseerd: Jebala) zijn een confederatie van stammen die een gebied in het noordwesten van Marokko bewonen. De regio beslaat het westelijke deel van het Rifgebergte.
De regio heeft meer dan 1.284.000 inwoners en is verdeeld in meer dan 42 stammen, tegenwoordig bekend als "landelijke communes" (جماعات قروية), en grenzend aan hen bevindt zich een kleine groep van 9 Ghomara stammen (غمارة), die het gebied bewonen tussen de bergtoppen ten noorden van Chefchaouen en de Middellandse Zee. Naast de heterogeniteit van de stammen is deze regio ook geografisch divers. Hoge bergen worden afgewisseld met heuvels en vlakten, en de lokale bevolking woont zowel in de hoge bergen als in de valleien. Naast het regenachtige klimaat, dat van invloed is op de manier waarop de inwoners hun huizen bouwen en op hun specifieke landbouwmethodes, zijn er ook tal van culturele kenmerken die bijdragen aan een benadrukt identiteitsgevoel. De Jebala-bevolking onderscheiden zich van hun Berberse buren in het oostelijke deel van het Rifgebergte (Ryafa of Rwafa), die tussen Targuist en de rivier Moulouya leven.
Tegenwoordig identificeren de meeste Jebala zich niet meer met een stam en worden ook wel algemeen 'chamalis' genoemd (Arabisch voor 'noordelingen'), net zoals de inwoners van andere steden in het noordwesten van Marokko. De meeste Jebala wonen voornamelijk in steden zoals Tanger, Tetouan, Ksar Kebir, Ksar es Sghir, Larache, Ouazzane, Asilah, Chefchaouen, Taounate.

## Etymologie
Het woord Jebala komt van het Arabische جبل, Jbel, wat berg betekent. Jebala betekent dus bergmensen. Een man of jongen wordt een Jebli genoemd, terwijl een vrouw of een meisje een Jebliya wordt genoemd.

## Oorsprong
De Jebala zijn van gemengde afkomst, zoals vaker in noord-Afrikaanse gebieden. Er zijn meer dan 44 Arabische Jebala stammen, en 9 gearabiseerde Ghomara stammen. Deze namen de Arabische taal over tussen de 10e en 15e eeuw, onder invloed van migratie vanuit de Al-Andalus in het noord-westen van Marokko waar de handelsposten waren, en de Arabische landen in het Midden-Oosten.

## Geschiedenis
Er is weinig bekend over de prehistorie van de regio, maar de geschiedenis van het Jebala-volk lijkt sinds de vroege islamitische tijden goed gedocumenteerd te zijn. De vroege islamitische geschiedenis van de Rif begint bij de Arabische Nekor Emiraat, opgericht door de Arabier Salih ibn Mansur uit de Himyar in Jemen. In deze periode zijn veel Arabische stammen naar de Rif gemigreerd.

## Cultuur

### Taal
De verscheidenheid aan Arabisch die door de Jbala wordt gesproken, valt onder de subdialectgroepering van het Chamali-Arabisch. Het jebli-dialect behoort samen met Chamali tot de zogenaamde Pre-Hilali of Non-Hilali-groep van het Maghreb-Arabisch, ook wel ‘bergbewoner-Arabisch’ genoemd. Deze term werd geïntroduceerd door Marçais en Colin, die betoogden dat de eerste arabicisering van Noord-Afrika plaatsvond lang vóór de migratie van de Bani Hilal-stam in de 12e-13e eeuw. De pre-Hilali-groep bestaat uit het Jebli-dialect samen met de dialecten die in andere Noord-Afrikaanse steden worden gesproken. De Ghomara Jbala waren, samen met verschillende bevolkingsgroepen die het Algerijnse en Tunesische deel van de Tell-Atlas bewoonden, de eerste Imazighen (Berbers) die hun taal arabiseerden, waarschijnlijk vanwege hun nabijheid tot de oude route die ooit Fes met elkaar verbond (zoals evenals Tlemcen en Constantijn) met mediterrane havens, vooral die in al-Andalus.

### Kleding
De traditionele kleding voor vrouwen omvat sjaals genaamd "mendils", gemaakt van katoen of wol. Deze rechthoekige sjaals worden in de regio vaak geweven in witte en rode strepen. Ze worden om de taille gewikkeld om rokken te vormen. Ze worden ook gebruikt als sjaals en voor het vasthouden van baby's of goederen op de achter- of voorkant van het lichaam.
Het bovenkledingstuk van de traditionele man is de djellaba, een katoenen of wollen mantel uit één stuk met een puntige capuchon. In de Jebala-regio is de wol meestal ongeverfd, dus donkerbruine en gebroken witte kleuren komen veel voor. Witte djellaba's worden gedragen voor religieuze festivals.
De Jebala geven de voorkeur aan leren pantoffels met puntige tenen. Natuurlijk lichtbruin, geel en wit zijn de meest voorkomende kleuren. Riethoeden zijn een ander traditioneel kenmerk van Jebala-kleding voor zowel mannen als vrouwen. Dameshoeden zijn vaak versierd met geweven wollen kwastjes en touwwerk in zwarte, witte en rode variaties.

### Mondelinge traditie
Tegenwoordig is de mondelinge poëtische traditie van de Jbala bij buitenstaanders bekend onder de algemene term ayta jabaliya. Op nationaal niveau werd het beroemd in heel Marokko, grotendeels dankzij de inspanningen van een getalenteerde dichter, muzikant en zanger van Jebli-afkomst (Bni Zerwal بني زروال), Mohamed Laroussi, (محمد لعروسي) (1933-2014), die van zijn landelijk publiek de eretitels van de fannān Jbāla' (فنان جبالة), of 'de kunstenaar van de Jbala', of 'maḥbūb Jbāla' (محبوب جبالة), of 'geliefd bij alle Jbala-mensen'. Decennia lang zijn zijn liedjes niet alleen te koop in Noord-Marokko, waar Laaroussi's naam algemeen bekend is, maar in het hele land, eerst op lp's, daarna op cassettebandjes, en recentelijk op cd's en in mp3-formaat. Laaroussi's concerten zijn sinds de jaren zestig regelmatig op de Marokkaanse televisie te zien. Tegenwoordig zijn zowel zijn audio- als video-opnamen gemakkelijk te vinden op YouTube en andere video-hostingsites op internet.
Hoewel vrijwel alles wat in de Jbala-regio wordt geproduceerd, ayta jabaliya wordt genoemd, zijn er in feite drie verschillende genres: ʿayta jebliya’ (عيطة جبلية), ʿayyuʿ (عيوع) en ughniya’ (اغنية). Interessant genoeg, en ondanks hun heterogeniteit, herleiden de Jbala hun etnische en culturele oorsprong tot de tijd van het Moorse Andalusische Spanje (711-1492). Elke Jbala-muzikant en -zanger, die vaak ook een 'dichter' en zelfs een 'kunstenaar' is (omdat Jebli-poëzie niet bestaat zonder muziek en optreden en een plaatselijke dichter bijna altijd zijn eigen liedjes zingt, zichzelf begeleidend met een muziekinstrument) zal dat wel doen. Het gevoel van culturele continuïteit tussen de regio Jbala en Andalusië is zelfs vandaag de dag nog zeer sterk.

### Poëzie
De traditionele Jebli-poëzie heeft de volgende algemene kenmerken: ze is vrijwel altijd mondeling en bijna altijd onauteurlijk: in de traditionele Jebli-cultuur is het zeer ongebruikelijk om te horen dat iemand het auteurschap van een bepaald lied/gedicht claimt. Poëzie wordt vaak geïmproviseerd, maar kan soms ook uit het hoofd worden geleerd en vervolgens worden uitgevoerd. Opmerkelijk is dat Jebli-poëzie altijd verbonden is met muziek en performance, en misschien daarom ook nooit ‘poëzie’ of shi’r (شعر) of zajal (زجل) wordt genoemd. In plaats daarvan wordt het routinematig klam (كلام) genoemd, wat grofweg kan worden vergeleken met de betekenis van Engelse ‘teksten’. Tegelijkertijd wordt muziek of lhan (لحن) zeer gewaardeerd en het is altijd muziek die het genre identificeert.
Een traditionele Jebli-dichter koppelt zijn/haar verzen aan een bepaalde melodie, uit de reeks mogelijke melodieën die typerend zijn voor deze traditie. Zodra de melodie is gekozen, probeert hij/zij zijn/haar poëzie te ordenen in beyt-s (بيت), of kwatrijnen. Het is niet duidelijk hoe goed de dichter het concept van de Arabische beyt begrijpt en daaraan het concept van qafiya (قافية) of rijm koppelt. Het is heel goed mogelijk dat lokale dichters deze terminologie nogal oppervlakkig gebruiken: hun gedichten bestaan immers alleen op het moment dat ze worden uitgevoerd. Met andere woorden: een Jebli-gedicht is moeilijk te visualiseren op papier en kan worden vergeleken met een nogal verre traditie van klassiek-Arabische poëzie die ooit op het Arabische schiereiland werd geboren. Een Jebli beyt heeft echter specifieke kenmerken die de dichter in gedachten heeft en waar hij zich aan probeert te conformeren: beyt is typisch maar niet noodzakelijkerwijs gemaakt uit vier hemistichs, waarbij elke lettergreep bestaat uit 6-8 lettergrepen, en de tweede hemistich rijmt op de vierde. Als de beyt een onderdeel wordt van ayta jebliya of ughniya, zal de dichter ook een lazima (لازمة), of refrein, produceren dat de tekst aan elkaar zal hechten. Deze poëzie is onlangs geanalyseerd in het kader van cognitieve poëtica, en laat zien hoe spontane mondelinge prestaties worden geholpen door een beroep te doen op cognitieve frames, scripts en formuletaal.

### Muziek
Muziek en dans zijn ook erg belangrijk in de Jbala-cultuur. De Jebala spelen de "Ghayta" (een vorm van klarinet) en de tbul (drum), en dansen wordt meestal uitgevoerd door jongens.

## Economische en culturele verschillen
Het Jebala-volk heeft een andere cultuur dan de Riffijnen. De Jebala-bevolking gebruikt ossen met een span aan hun hoorns om te ploegen, in tegenstelling tot het gebruik van koeien met een span aan hun nek door de Riffijnen. Voor de dakbedekking van hun huizen maken de Jebala-mensen daken van golfplaten of riet, terwijl de Riffijnen gedroogde klei gebruiken. De Jebala die aan de Atlantische kust, het gebied van Tanger en de regio Ketama, Marokko wonen, hebben meer regenval en geven daarom de voorkeur aan puntdaken in het Rif, waar minder regen valt. Er wordt gebruik gemaakt van platte daken. De Jebala hebben dorpen met bij elkaar gegroepeerde huizen, terwijl de Riffijnen traditioneel ruime buitenplaatsen hebben, die minstens 300 meter van elkaar verwijderd zijn. Een andere verschil met Riffijnen is dat de meeste Jebala tegenwoordig zich zelf niet meer met een stam identificeren maar zich zelf Chamalis noemen net zoals de Arabieren van de steden in Noordwest-Marokko (Chamalis betekent simpelweg noordelingen in het Arabisch.

### Speciale technologieën
Het Rif is niet alleen een bergachtig gebied. De nabijheid van de Straat van Gibraltar gaf dit gebied een belangrijke rol: het westelijke deel van de Rif is een doorvoerroute die naar de mediterrane wereld leidt, in het bijzonder naar al-Andalus. Dit heeft een zekere impact gehad op de inwoners: vroege arabisering, een hoge dichtheid aan geletterde mensen, de culturele en economische invloed van naburige steden, enz. Bovendien hebben deze factoren geleid tot de opkomst van technische innovaties die bescheiden en toch verrassend zijn in de Maghreb-context: schuine rieten daken (الدار د سقف), identiek aan die in het zuiden van Andalusië; het inspannen van gehoornd vee, waarbij het juk aan de basis van de schedel wordt geplaatst, net achter de hoorns (برواسي) waaraan het is bevestigd, een systeem dat alleen in een beperkt aantal gebieden in Europa bekend is; de hooiberg (التمون) gemaakt zonder maïskolfstrooisel, in plaats daarvan bij elkaar gehouden door een stel koorden vastgemaakt met stenen; de graanschuur op pilaren (لهري), die in sommige andere delen van de wereld bestaat, waarvan de dichtstbijzijnde plaats in het Spaanse Cantabrische gebergte ligt; de handkorenmolen met drijfstangkruk (رحي د ليد), waarbij een wisselende beweging overgaat in een roterende beweging, volgens het mechanische principe van de drijfstangkruk; de watermolen met verticale loods (رحي د الما), waarvan het gebruik beperkt is tot een klein gebied aan de Straat van Gibraltar, in tegenstelling tot de hellingmolen die in de rest van het land in gebruik is; de oliepers met dubbele zijdelingse schroeven (معيصرة), mobiel vanwege zijn kleine formaat; en de boterkarnton van het zuigertype (مخاط), met verticale beweging in plaats van lateraal.
Waar komt deze technische originaliteit vandaan? Misschien bevond dit erfgoed zich in een geschikte positie om veranderingen te weerstaan: dit is een goed bewaard gebied dat precies in het hart van de Rif-keten ligt. Bovendien wordt het afgeschermd door de zee en tegelijkertijd beschermd tegen zuidelijke invloeden door de barrière van de grote bergkam. Dit isolement had een dubbel effect, naast vier eeuwen van geen contact tussen Marokko en het Iberisch schiereiland. Maar misschien moeten we deze hele regio in het noordwesten van Marokko beschouwen als een bevoorrecht gebied in termen van samenvloeiingen, omdat het een grote diversiteit aan natuurlijke factoren combineert met de nabijheid van de zee en de aanwezigheid op landroutes.

### Biodiversiteit en landbouw
Het Rif is een van de meest bevolkte bergketens in het Middellandse Zeegebied. De westelijke en centrale delen van dit gebied worden beschouwd als een ‘hotspot’ van de mediterrane biodiversiteit: we kunnen spreken van een waar toevluchtsoord voor agrodiversiteit, waar zeldzame gewassen zoals granen en peulvruchten die op nationaal niveau als ondergeschikt worden beschouwd, of marginaal zijn bewaard gebleven, zoals rogge of chentil (آشنتيل), kleine spelt of eenkoorn, chqalia (شقالية) en sorghum, of dra (درة), is het belangrijkste lentegraan in plaats van de gebruikelijke maïs. Evenals de indrukwekkende diversiteit aan fruitbomen. Er zijn meer dan honderd soorten vijgenbomen. Bovendien is de wijnbouw in deze regio al lang bekend, waarvan het bewijs door veel reizigers is gedocumenteerd. Tegenwoordig wordt druivensiroop, bekend als samit (صامت), nog steeds lokaal geproduceerd; vaak wordt het licht gefermenteerd en bevat het vervolgens alcohol, wat controverse veroorzaakt over de legitimiteit van het gebruik ervan (in de context van islamitische overtuigingen). De olijfboom is essentieel en beslaat 77% van het land dat wordt gebruikt voor het planten van bomen. Dit gebied staat ook bekend om de productie van originele honing, met name de soorten johannesbrood en arbutus. Wilde planten worden veel gebruikt vanwege hun voedingswaarde. Aan de andere kant zijn de vlas- en moerbeibomen verdwenen en daarmee ook een aanzienlijk aantal lokale ambachten.
Op het niveau van de agronomische praktijken heeft de lokale bevolking met succes innovatie in lokale producten gebracht. Deze producten zijn van bijzondere waarde, gezien de huidige belangstelling en sterke vraag naar biologische producten, evenals producten met belangrijke voedingseigenschappen, gebaseerd op eeuwenoude tradities en lokale variëteiten. De overdracht van deze kennis aan de nieuwe generatie blijkt echter moeilijk.

## Religieuze tradities en bedevaarten
De Jbala-bevolking is moslim, maar hun religieuze praktijken worden gekenmerkt door veel specifieke lokale tradities. In het bijzonder beoefenen zij wat in de moslimtraditie bekend staat als de kleine of lokale pelgrimstocht, of ‘ziyara’ (زيارة). Dergelijke pelgrimstochten worden gewoonlijk gemaakt naar heiligdommen van plaatselijke heiligen over de hele moslimwereld. De Jbala-regio heeft echter de reputatie het land van heiligen te zijn, vanwege de hoge dichtheid aan heilige plaatsen verspreid over het hele gebied. Elk van de Jebli-stammen heeft minstens één soefi-loge, of ‘zawiya’ (زاوية), grenzend aan zijn heiligdom, of ‘darih’ (ضريح). Bijna alle zawiya-s hebben hun seizoen of ‘mawsem’ (موسم), of grote bijeenkomsten van trouwe moslims die plaatsvinden op vaste data gedurende een bepaald tijdsbestek. Alleen al de stam Bni Zerwal, die in het zuidoostelijke deel van de Jbala woont, zou bijvoorbeeld zeven van dergelijke locaties hebben. Sommige heiligen, zoals Moulay Bou Shta el-Khammar (مولاي بوشتا الخمار) en Sidi Allal el-Hajj (سيدي علال الحاج), lijken meer achtenswaardig te zijn dan andere.
Er is echter één bepaalde heilige die niet alleen hoog wordt geëerd door leden van de Jebli-samenleving, maar ook door het hele Marokkaanse koninkrijk. Dit is Moulay Abdessalam Ben Mshish (مولاي عبد السلام بن مشيش), een inwoner van de regio Jbala. Moulay Abdessalam is de quṭb al-Maġrib al-aqṣa (قطب المغرب الاقصى) – ‘de spirituele pool van de verre Maghreb’. Het is belangrijk om te vermelden dat de term qutb een speciale betekenis heeft in de islamitische traditie, verwijzend naar een spiritueel symbool van een bepaalde tijd. Het is ook van belang dat de soefi-orden in het koninkrijk Marokko zich gedurende hun hele geschiedenis hebben ontwikkeld en ontwikkeld rond slechts twee quṭbs: Moulay Abdessalam ben Mshish, een inwoner van de Jbala die wordt gezien als de ‘westelijke pool’, en Moulay Abdelqader Jilali, een inwoner van Irak, die wordt beschouwd als de 'oostpool'.[24] In Marokko heeft deze term een extra nuance gekregen: quṭbs worden beschouwd als degenen die de rol spelen van spirituele leiders voor andere heiligen.
Dit idee is nauw verbonden met de broederschap van Shadhiliya, een van de machtigste soefi-ordes, niet alleen in Marokko maar in heel Noord-Afrika. De traditie van het op bedevaart gaan naar het heiligdom van Moulay Abdessalam ben Mshish heeft gedurende vele eeuwen een uitzonderlijk belangrijke rol gespeeld in de Jebli-samenleving. Traditioneel wordt het begin van het pelgrimsseizoen naar Moulay Abdessalam berekend op basis van de islamitische kalender en vindt plaats rond de 15e Shaaban. Op dit moment komen niet alleen Jebli-pelgrims uit alle hoeken van het land van de Jbala, maar ook pelgrims uit andere delen van Marokko. Ze trekken massaal naar de berg Alam (جبلالعلم). De bijeenkomst van pelgrims, ook bekend als lamma (لامة), gaat gepaard met het zingen van religieuze hymnes en gebeden, en verandert dan soepel in picknicks en bijeenkomsten van familie en vrienden, waarbij het Het is gebruikelijk om korte gezongen gedichten of ayyu-s (عيوع) uit te wisselen.

## Lijst van Jbala stamming
De Jbala bestaan uit meer dan 50 stammen (inclusief de Ghomara).
- Beni Anjra
- Beni Haouz
- Beni Ouadras
- Beni Msaouar
- Beni Jbel Habib
- Beni Ider
- Beni Hozmar
- Beni Said
- Beni Dijo
- Beni Arous
- Beni Layt
- Beni Hassane
- Beni Gorfet
- Beni Soumata
- Beni Ahl Serif
- Beni Isef
- Beni Zkar
- Beni Lakhmas
- Beni Ghzaoua
- Beni Ahmed
- Beni Ahl Sarsar
- Beni Rhona
- Beni Masmouda
- Beni Ahl Roboa
- Beni Mestara
- Beni Mesguilda
- Beni Zeroual
- Beni Setta
- Beni Fechtala
- Beni Slas
- Beni Ouriaghel
- Beni Ljaya
- Beni Mezraoua
- Beni Meziate
- Beni Rghioua
- Beni Metioua
- Beni Fenassa
- Beni Ouensel
- Beni Bouslama
- Beni Marnissa
- Beni Oualid
- Beni Senhaja-Gheddou
- Beni Senhaja-Mesbah
- Beni Targuist
- Beni Ketema
- Beni Gmil
- Beni Rezin
- Beni Khalid
- Beni Zejel
- Beni Ziat
- Beni Bouzra
- Beni Selman
- Beni Mansour
- Beni Smih